# Чернов Дмитро Костянтинович
Дмитро Костянтинович Чернов (20 жовтня (1 листопада) 1839, Санкт-Петербург — 2 січня 1921, Ялта) — російський учений в області металургії, металознавства, термічної обробки металів.

## Біографія
Народився в сім'ї фельдшера. У 1858 році закінчив Петербурзький практичний технологічний інститут, потім працював в механічному відділенні Петербурзького монетного двору. У 1859—1866 роках викладач, помічник бібліотекаря і хранитель музею Петербурзького практичного технологічного інституту. З 1866 року інженер молотового цеху Обухівського сталеливарного заводу в Петербурзі, в 1880—1884 роках займався розвідкою родовищ кам'яної солі поблизу міста Бахмут Катеринославської губернії (Донбас); знайдені ним поклади набули промислового значення. В 1885 році за його ініціативи було створене Голландське товариство з розробки кам'яної солі в Росії та побудована голландська соляна шахта «Петро Великий» в маєтку Ілінівка при станції Ступки поблизу Бахмута. З 1884 року, після повернення до Петербургу, працював в Морському технічному комітеті, з 1886 року (одночасно) головний інспектор міністерства шляхів сполучення по спостереженню за виконання замовлень на металургійних заводах. З 1889 року професор металургії Михайлівської артилерійської академії.

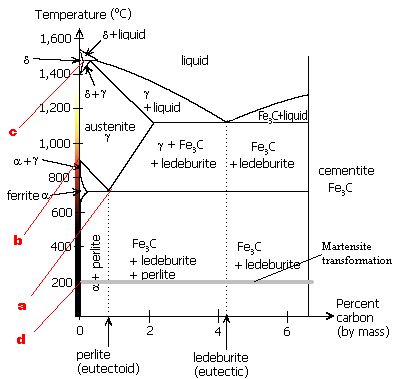
Фазова діаграма «залізо—вуглець» з точками Чернова a, b, c, d (виділені червоним кольором)

У 1866—1868 роках в результаті практичного вивчення причин браку при виготовленні гарматних поковок, а також глибокого аналізу робіт своїх попередників П. П. Аносова, П. М. Обухова, А. С. Лаврова і М. В. Калакуцького з питань виплавки, розливання і кування сталевих злитків Чернов встановив залежність структури і властивостей сталі від її гарячої механічної і термічної обробки. Чернов відкрив критичні температури, при яких в сталі в результаті її нагрівання або охолоджування в твердому стані відбуваються фазові перетворення, що істотно змінюють структуру і властивості металу. Ці критичні температури, виявлені Черновим за кольорами каління сталі, були названі точками Чернова. Чернов графічно зобразив вплив вуглецю на положення критичних точок, створивши перший нарис контуру найважливіших ліній діаграми стану «залізо—вуглець».
Результати свого дослідження, що поклало початок сучасної металографії, Чернов опублікував в «Записках Російського технічного товариства» (1868 № 7), назвавши його «Критичний огляд статей панів Лаврова і Калакуцького про сталь і сталеві знаряддя і власні Д. К. Чернова дослідження по цьому ж предмету». У іншій крупній науковій праці «Дослідження, що відносяться до структури литих сталевих болванок» (1879) Чернов виклав струнку теорію кристалізації сталевого злитка. Він детально досліджував процес зародження і зростання кристалів (зокрема, дендрітних сталевих кристалів, які іноді називаються кристалами Чернова), дав схему структурних зон злитка, розвинув теорію послідовної кристалізації, всебічно вивчив дефекти литої сталі і вказав ефективні заходи боротьби з ними. Цими дослідженнями Чернов багато в чому сприяв перетворенню металургії з ремесла в теоретично обґрунтовану наукову дисципліну.
Велике значення для прогресу металургії сталі мали праці Чернова в області інтенсифікації металургійних процесів і вдосконалення техніки виробництва. Він обґрунтував значення повноти розкислювання сталі при виплавці, доцільність застосування комплексних розкислювачів, рекомендував систему заходів, що забезпечують отримання щільного, безпузирного металу. Чернов висунув ідею перемішування металу в процесі кристалізації, запропонувавши виливницю, що для цього обертається.
Чернов багато що зробив для вдосконалення конвертерного способу виробництва литої сталі. У 1872 році він запропонував підігрівати у вагранці рідкий малокрем'янистий чавун, що вважався непридатним для бессемерування, перед продуванням його в конвертері; надалі цей спосіб знайшов розповсюдження на російських і зарубіжних заводах. Чернов застосував спектроскоп для визначення закінчення бессемерівського процесу, одним з перших вказав на доцільність застосування збагаченого киснем повітря для продування рідкого чавуну в конвертері (1876). Працював також над проблемою прямого отримання сталі з руди, минувши доменний процес. Йому належить ряд важливих досліджень в області артилерійського виробництва: отримання високоякісних сталевих гарматних стволів, сталевих бронебійних снарядів, вивчення вигорання каналів гармат під час стрільби в результаті дії порохових газів і інших чинників. Відомий також рядом робіт з математики, механіки, авіації.
Після повернення до Петербурга, з 1884 працював в Морському технічному комітеті. В 1886 рік у Чернов зайняв пост головного інспектора Міністерства шляхів сполучення зі спостереження за виконанням замовлень на металургійних заводах. З 1889 рік а став професором Михайлівської артилерійської академії.
Восени 1916 року Чернов захворів і був змушений виїхати для тривалого лікування в Крим. Помер 2 січня 1921 року в Ялті; його останки спочивають наПолікурівському меморіалі.

Пам'ятник на могилі Д. К. Чернова

Чернов — основоположник сучасного металознавства, засновник потужної наукової школи російських металургів і металознавців. Його наукові відкриття отримали визнання у всьому світі. Був вибраний почесним головою Російського металургійного товариства, почесним віце-головою англійського інституту заліза і сталі, почесним членом американського інституту гірських інженерів і ряду інших російських і іноземних наукових установ.

## Твори
- Про виготовлення сталевих снарядів. Спб., 1885;
- Про настання можливості механічного повітроплавства без допомоги балонів. М., 1894;
- Сталеливарна справа. Спб., 1898;
- Про вигорання каналів в сталевих гарматах. Спб., 1912.